# Форс Індія (команда Формули-1)
Форс Індія (англ. Force India; згодом - Sahara Force India; повна назва — Force India Formula One Team Limited) — колишня команда Формули-1. Виникла у жовтні 2007 року після покупки індійським бізнесменом Віджаєм Маллья команди «Спайкер». На Гран-прі Бельгії 2009 Джанкарло Фізікелла завоював перший поул для команди, а в самій гонці зайняв друге місце, поступившись тільки Кімі Ряйкконену з «Феррарі».
У 2018 році команду викуплено консорціумом інвесторів з Канади, які створили команду із схожою назвою — Racing Point Force India.

## Історія

### 2007. Створення команди
У 2006 році компанія Spyker Cars N.V., яка виробляє спортивні автомобілі, придбала команду Формули-1 «Мілланд» за $ 106 мільйонів (€ 53 мільйони). Проте в період 2007 року новий власник не зміг вивести команду на самоокупність: втрати тільки за першу половину склали € 13 мільйонів, а загальна сума боргу склала € 30 мільйонів. Тому в Spyker Cars вирішили зосередитися на внутрішніх економічних питаннях і продати команду Формули-1. Переговори з потенційними покупцями почалися в серпні 2007 року, спочатку сума угоди оцінювалася в € 80 мільйонів. Кінцева сума склала $ 123 мільйони (€ 88 мільйонів), покупцем команди став консорціум Orange India, у який входить індійський мільйонер Віджей Малья, а також нідерландський бізнесмен Міхіл Мол. Гран-прі Китая Віджей Малья відвідує вже в якості власника команди Формули-1. На Гран-прі Бразилії було оголошено про те, що з наступного сезону команда буде називатися Force India.
Після зміни власників було оголошено про те, що Адріан Сутіл, який виступав за Spyker у 2007 році, зберіг місце основного пілота на сезон 2008 року. Для того, щоб визначитися з другим гонщиком і тест-пілотом, Force India запросили на тести в Хересі 7 гонщиків: Крістіана Кліна, Рольдана Родрігеса, Гідо ван дер Гарде, Вітантоніо Ліуцці, Франка Монтаньї, Джанкарло Фізікелла і Ральфа Шумахера. 10 січня 2008 року був оголошений склад команд на сезон 2008 року. Напарником Адріана Сутіля стал Джанкарло Фізікелла, а контракт тест-пілота підписав Вітантоніо Ліуцці.

### 2008. Дебютний сезон у Формулі-1
На Гран-прі Монако у Force India був єдиний реальний шанс в сезоні 2008 року заробити очки. Перед стартом гонки пройшов дощ. По ходу гонки помилялися багато гонщиків, багато хто потрапив в аварію або вибрали невірну стратегію. Адріан Сутіль практично бездоганно провів гонку, і до кінця гонки їхав на четвертому місці і мав серйозну перевагу. Однак після аварії Ніко Росберга на трасу виїхала машина безпеки. Розриви між гонщиками скоротилися, перед рестартом гонки Адріан Сутіль виявився між гонщиками Ferrari Феліпе Массою і Кімі Райкконеном. Після рестарту Адріан Сутіль на більш повільнії машині стримував Кімі Райкконена, фінський гонщик Ferrari втратив машину на виході з тунелю і протаранив болід Force India. Адріан Сутіль завершив гонку в боксах на 69 колі з 76.
17 жовтня на прес-конференції співвласник команди Віджей Малья підтвердив інформацію про продовження контрактів з обома гонщиками команди Адріаном Сутіл і Джанкарло Фізікеллою на сезон 2009 року.

### 2009
На дощовому Гран-прі Китаю Сутіль претендував на перші очки команди, обороняючись від Льюїса Хемільтона і Тімо Глока, але за шість кіл до фінішу машина почала аквапланувати і вилетіла за межі траси. На Гран-прі Німеччини Сутіль кваліфікувався сьомим і боровся за очки, поки не зіткнувся з Райкконеном під час виїзду з піт-лейн і був змушений знову заїхати в бокси, щоб замінити переднє антикрило. Підсумок — 15-е місце.
Вперше команда завоювала поул на Гран-прі Бельгії завдяки Джанкарло Фізікелла. Він закінчив гонку на другому місці з відставанням менше ніж за секунду від Райкконена, і це були перші очки і подіум в історії команди. Перше місце зайняти не вдалося через проблеми з системою KERS на двигуні Ferrari.
3 вересня 2009 року Force India розірвала контракт з Фізікелла через його перехід в «Феррарі» до закінчення сезону і місце Джанкарло зайняв Вітантоніо Ліуцці.
На кваліфікації в Монці Сутіль фінішував другим, а його напарник сьомим. У день гонки Сутіль фінішував четвертим і встановив найшвидший час на колі. Вітантоніо же зійшов через проблеми з трансмісією. «Форс Індія» фінішувала дев'ятою попереду Toro Rosso з тринадцятьма очками, і це не виправдовує швидкість машини на початку сезону.

### 2010
Команда оголосила 27 листопада 2009 року, що Адріан Сутіл і Вітантоніо Ліуцці залишаються основними пілотами на сезон 2010 року. Пауль ді Реста був підтверджений як тест-драйвер команди 2 лютого 2010 року. 9 лютого 2010 Force India оприлюднила свій новий автомобіль VJM03 для сезону 2010 року.

### 2013
Force India довго не могла визначитися з гонщиками на поточний сезон. Контракт з Полом Ді Реста був підтверджений лише на презентації нового боліда VJM06, але другий контракт залишався загадкою. Тільки 28 лютого суперництво за місце в команді між Адріаном Сутілем і Жюлем Бьянкі вирішилося в такий спосіб: француз поїде на Marussia MR02, а німець — на Force India VJM06. Перша гонка пройшла вдало, Сутіль зайняв 7-е місце, а Ді Реста — 8-е. Проте в 2-й гонці сезону на Гран-прі Малайзії обидва пілоти зійшли через пошкодження кріплень лівого переднього колеса.

### 2018. Дві різні команди Форс Індія
Через борги команди Віджея Малья звільнили і в команді було введено зовнішнє управління. Під час літньої перерви, перед Гран-прі Бельгії, консорціум інвесторів на чолі з Лоуренсом Строллом і його конкурент за придбання активів команди, «Уралкалій», вели переговори із зовнішніми керуючими про придбання контролю або повну покупку команди. Концерн за участю Лоуренса Стролла викупив 85 % активів команди, і за правилами Форс Індія не могла виступати в чемпіонаті ні під старою назвою, ні під новою. Лише за день до початку перших вільних заїздів в Бельгії була досягнута домовленість, що нова команда буде допущена до участі в чемпіонаті під назвою Racing Point Force India F1 Team. При цьому стара команда Sahara Force India була виключена з чемпіонату, і все її очки були анульовані. Очки пілотів за правилами були збережені. У той же день представники «Уралкалія» заявили, що не згодні з цим рішенням і будуть намагатися отримати контроль над командою.

## Галерея

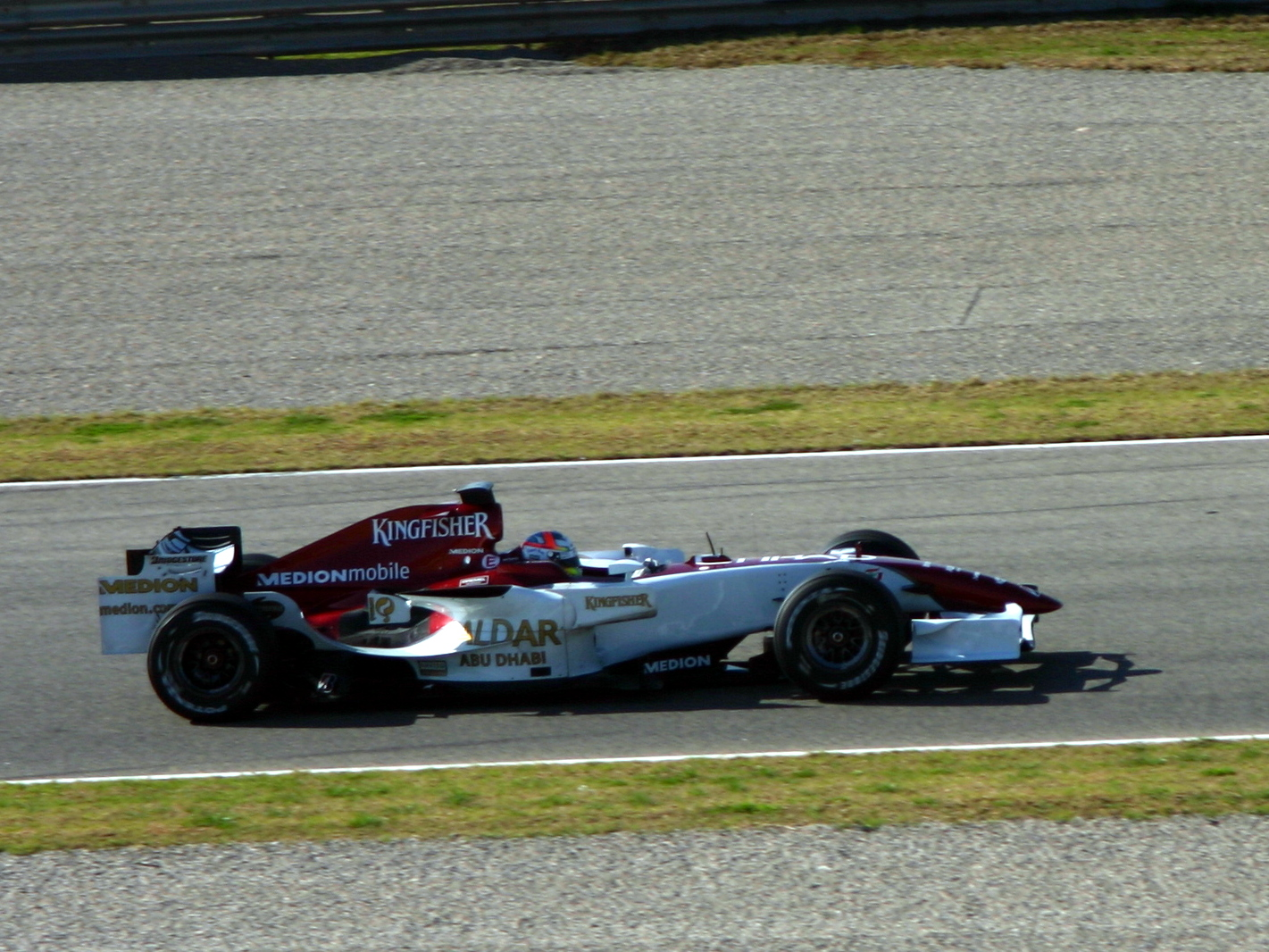
Адріан Сутіл на тестах нового боліда F8-VII
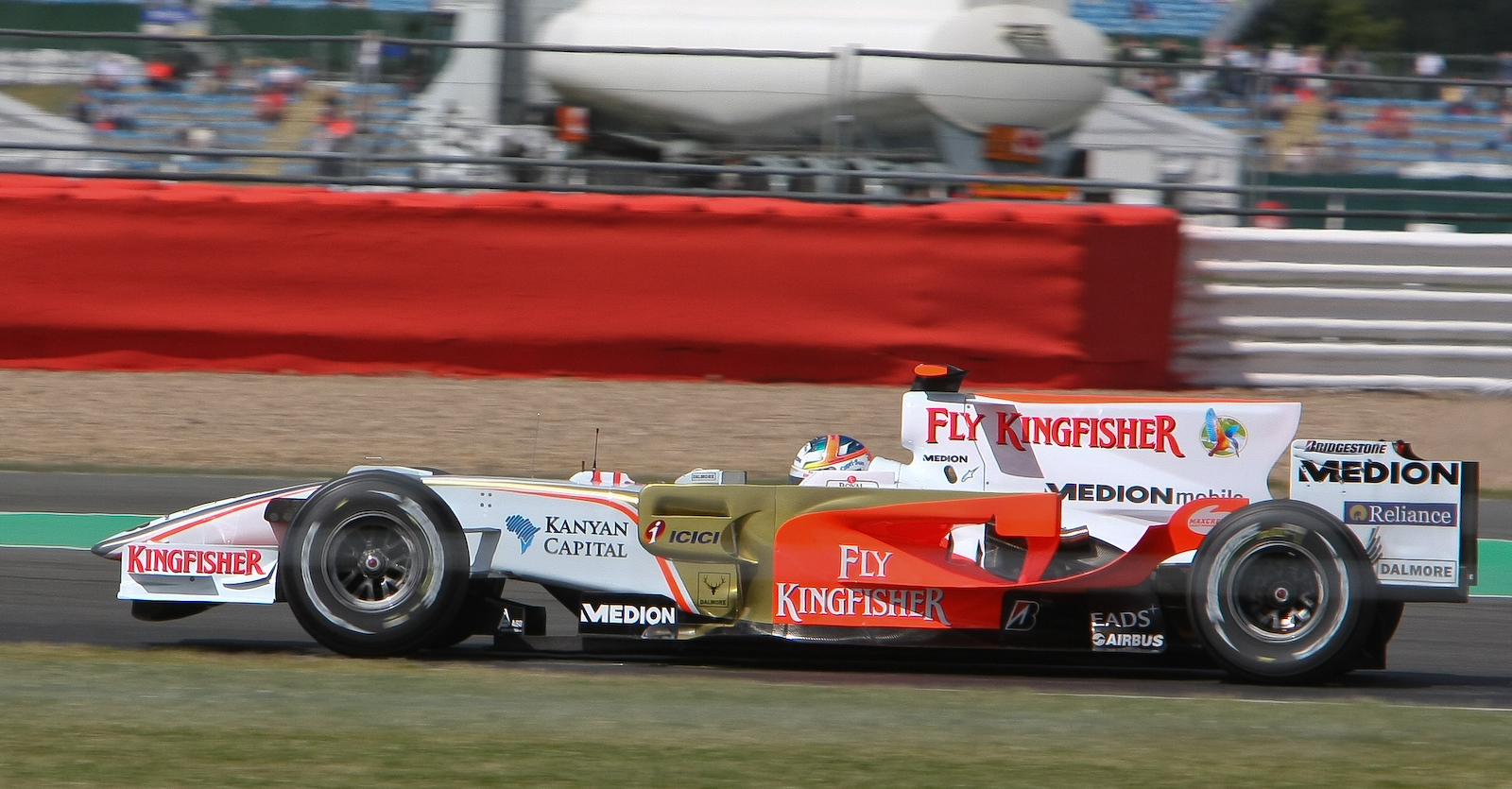
Сутіл на Гран-прі Великої Британії 2008
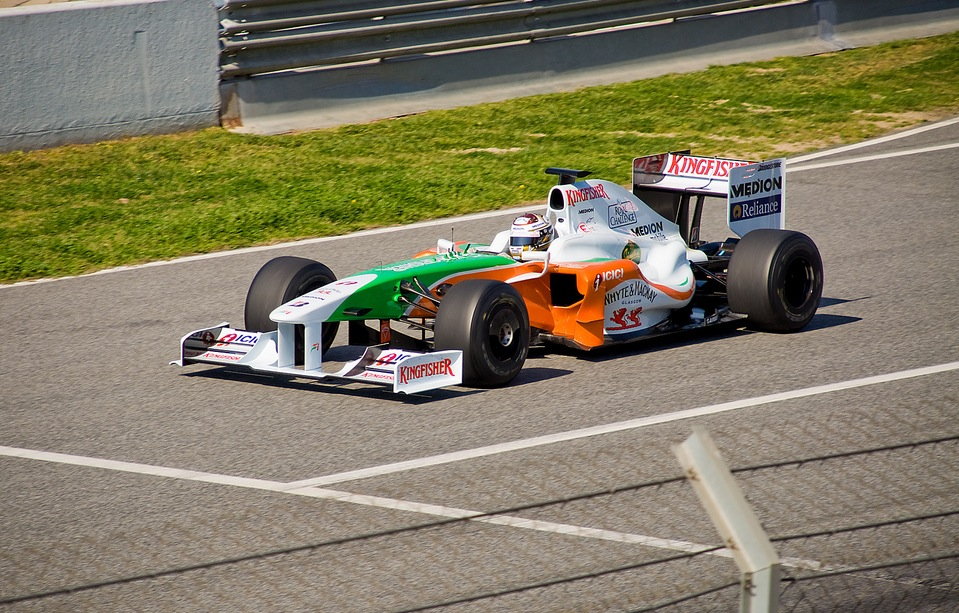
Сутіл на Гран-прі Іспанії 2009
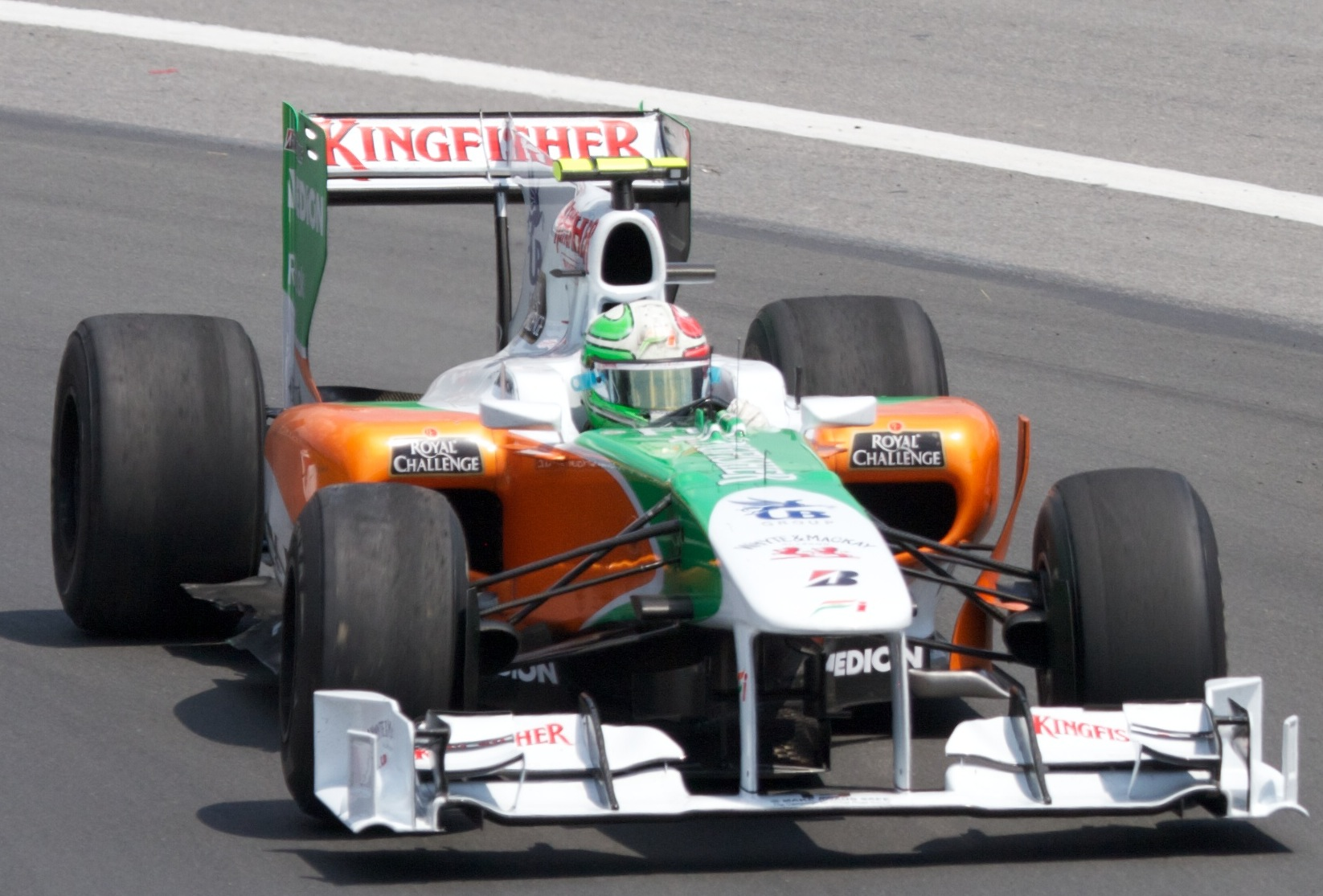
Ліуцці на Гран-прі Канади 2010

## Результати в Формулі-1
| Рік  | Назва                                                                           | Шасі         | Двигун                         | Шини | №     | Пілот                                              | Очки | Місце |
| ---- | ------------------------------------------------------------------------------- | ------------ | ------------------------------ | ---- | ----- | -------------------------------------------------- | ---- | ----- |
| 2008 | Force India Formula One Team                                                    | VJM01        | Ferrari 056 2.4 V8             | B    | 20 21 | Адріан Сутіл Джанкарло Фізікелла                   | 0    | 10    |
| 2009 | Force India Formula One Team                                                    | VJM02        | Mercedes FO 108W 2.4 V8        | B    | 20 21 | Адріан Сутіл Джанкарло Фізікелла Вітантоніо Ліуцці | 13   | 9     |
| 2010 | Force India Formula One Team                                                    | VJM03        | Mercedes FO 108X 2.4 V8        | B    | 14 15 | Адріан Сутіл Вітантоніо Ліуцці                     | 68   | 7th   |
| 2011 | Force India Formula One Team (1–15) Sahara Force India Formula One Team (16–19) | VJM04        | Mercedes FO 108Y 2.4 V8        | P    | 14 15 | Адріан Сутіл Пол ді Реста                          | 69   | 6     |
| 2012 | Sahara Force India F1 Team                                                      | VJM05        | Mercedes FO 108Z 2.4 V8        | P    | 11 12 | Пол ді Реста Ніко Гюлькенберг                      | 109  | 7     |
| 2013 | Sahara Force India F1 Team                                                      | VJM06        | Mercedes FO 108F 2.4 V8        | P    | 14 15 | Пол ді Реста Адріан Сутіл                          | 77   | 6     |
| 2014 | Sahara Force India F1 Team                                                      | VJM07        | Mercedes PU106A Hybrid 1.6 V6t | P    | 11 27 | Серхіо Перес Ніко Гюлькенберг                      | 155  | 6     |
| 2015 | Sahara Force India F1 Team                                                      | VJM08 VJM08B | Mercedes PU106B Hybrid 1.6 V6t | P    | 11 27 | Серхіо Перес Ніко Гюлькенберг                      | 136  | 5     |
| 2016 | Sahara Force India F1 Team                                                      | VJM09        | Mercedes PU106C Hybrid 1.6 V6t | P    | 11 27 | Серхіо Перес Ніко Гюлькенберг                      | 173  | 4     |
| 2017 | Sahara Force India F1 Team                                                      | VJM10        | Mercedes M08 EQ Power+ 1.6 V6t | P    | 11 31 | Серхіо Перес Естебан Окон                          | 187  | 4     |
| 2018 | Sahara Force India F1 Team                                                      | VJM11        | Mercedes M09 EQ Power+ 1.6 V6t | P    | 11 31 | Серхіо Перес Естебан Окон                          | 0    | Вик   |

#### Виноски
1. ↑  Команда здобула 59 очок перед тим, як її результати було анульовано.